# خوان فيغيروا
خوان فيغيروا (بالإنجليزية: Juan Figueroa)‏ هو مدير أمريكي، ولد في 13 نوفمبر 1953 في Ciales, Puerto Rico ‏ في الولايات المتحدة.